# 마그달레나 툴

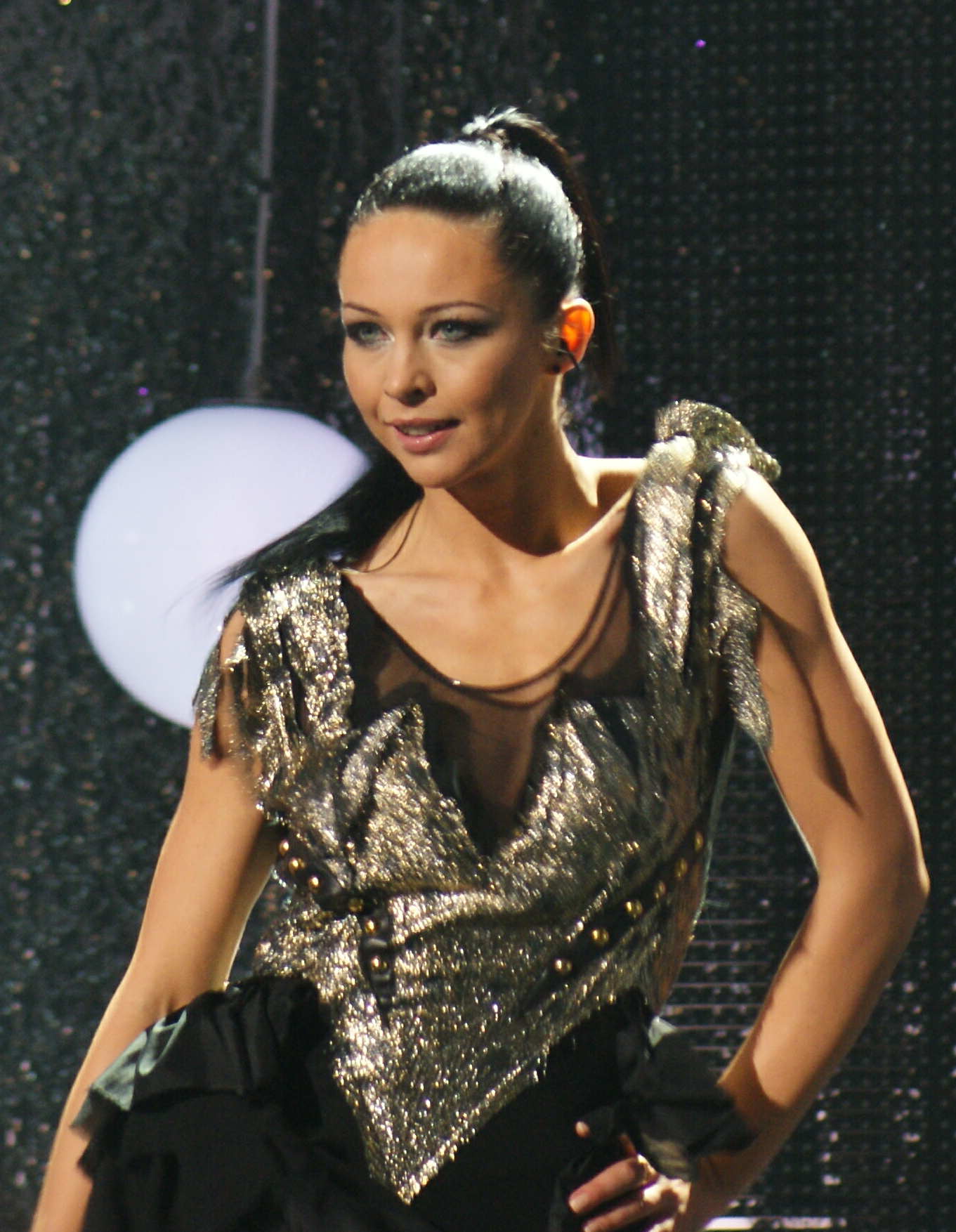
2011년 모습

마그달레나 툴(Magdalena Tul, 본명: Magdalena Ewa Tul, 1980년 4월 29일 ~ )은 폴란드의 가수이자 작곡가이다. 2000년에, 그단스크에서 바르샤바로 옮긴 뒤 뮤직 시어터인 스튜디오 버포를 위해 가수이자 배우로서 일하기 시작했다. 메트로(Metro)에서 리드 가수로 공연했다. 3년 뒤 다른 뮤직 시어터인 로마(Roma)와 함께 일하기 시작했다. 미스 사이공, 그리스 (뮤지컬), 캣츠 (뮤지컬), 아카데미 오브 미스터 클렉스 등 뮤지컬에서 공연했다.

## 디스코그래피

### 음반
- V.O.H. - The Victory of Heart
- Brave
- Mindfulness

### EP
- The Beginning